# Szarkazmus
A szarkazmus gúnyos, ellenséges stílus. Gyakran iróniával párosul és/vagy jellegzetes hanghordozás kíséri.

## Eredet
Oscar Wilde a szellemesség legalacsonyabb rendű formájának nevezte. 1983-ban Leonard Rossiter megjelentetett egy könyvet ezzel a címmel (The Lowest Form of Wit, ISBN 0-7221-7513-2), ami tartalmazza a szarkazmus történetét, szabályait, és sok szarkasztikus vagy annak vélt idézetet híres emberektől.

## Használat
A szarkazmust gyakran összekeverik az iróniával. Az irónia azt jelenti, hogy a szöveg szó szerinti értelme és a tényleges, a beszélő szándéka szerinti értelme ellentétes; a szarkazmus pedig azt, hogy a beszélő szándéka valakinek vagy valaminek a gúnyolása, vicctől, humortól mentesen. Irónia szarkazmus nélkül éppúgy lehetséges, mint szarkazmus irónia nélkül.
A szarkazmust a cinizmussal is gyakran összekeverik; az utóbbi (a hétköznapi szóhasználatban) egyfajta alapvetően nihilista attitűd az élet és más emberek felé, a szarkazmus viszont használható pozitív ideák vagy érzések kifejezésére is.

## Szarkazmus az elektronikus kommunikációban
A szarkazmust, mivel jellemzően a hanghordozásra támaszkodik, gyakran nehéz észrevenni az írott szövegben, és így rendszeresen félreértik. Ezt elkerülendő, az interneten gyakran írásban jelzik a szarkasztikus megjegyzéseket. Például:
- emotikonokkal
- az /s szövegvégi jelöléssel, melynek az eredeti formája a HTML kódot utánzó <szarkazmus> … </szarkazmus> szerkezet volt, ami idővel lerövidült <s> ... </s> formára, majd szimplán szövegvégi </s> alakra, végül pedig a legegyszerűbb /s vált a legelterjedtebbé
- az ún. hashtag használata különböző platformokon, pl #sarcasm, #szarkazmus
- angol nyelvhasználatban a j/k karakterekkel (a "just kidding" rövidítése, "csak viccelek")
- a mondatvégi (!) jelzés Nagy-Britanniában elterjedt megoldás, amit a tévéműsorokban a halláskárosodottak számára készült feliratoknál (CC / Closed Captioning) is használnak, olyan helyzetekben, ahol a hanghordozás hívná fel a figyelmet a szarkazmusra vagy iróniára.